# Fissidens hydropogon
Fissidens hydropogon là một loài rêu thuộc họ Fissidentaceae. Đây là loài đặc hữu của Ecuador. Môi trường sống tự nhiên của chúng là sông ngòi. Chúng hiện đang bị đe dọa vì mất môi trường sống.